# Höchsten (Dortmund)
Höchsten ist ein südöstlicher Dortmunder Stadtteil im Stadtbezirk Hörde. Der Stadtteil hatte am 31. Dezember 2018 insgesamt 2337 Einwohner und wird zum statistischen Bezirk Holzen gerechnet. 
Seinen Namen verdankt der Stadtteil seiner Lage. Er liegt auf einem der höchsten Punkte Dortmunds und ist von den Stadtteilen Loh und Berghofen im Norden, Holzen und dem unmittelbar an Höchsten angrenzenden Wohngebiet Sommerberg im Süden sowie von Wichlinghofen und Wellinghofen im Westen umgeben. Der Stadtteil erstreckt sich hauptsächlich entlang der Wittbräucker Straße. Das Zentrum befindet sich an der Kreuzung Wittbräucker Straße/Höchstener Straße.
Höchsten ist eine bevorzugte und wohlhabende Wohnlage im Dortmunder Süden. Mit Bodenrichtwerten von bis zu 400 Euro pro Quadratmeter sind in Höchsten neben einigen Gebieten in Kirchhörde, Syburg und Hörde die teuersten Grundstücke Dortmunds zu finden. Insbesondere an den Hanglagen sind auffallend viele klassische Bungalowvillen der 1970er Jahre und moderne Exemplare des neuen Jahrtausends vorzufinden.
Höchsten besitzt eine Grundschule und zwei Kindergärten. Für Jugendliche gibt es den Treffpunkt „Youngsters’ Point“.
Der größte Verein ist TuS Borussia Höchsten mit Turn-, Gymnastik-, Volleyball-, Handball- und Schachabteilung. In der Turnhalle der Grundschule finden regelmäßig Kurse anderer Sportarten statt. Der Höchstener Schützenverein veranstaltet jährlich Schützenfeste.
Im April 2017 wurde in Höchsten ein Anschlag auf den Mannschaftsbus von Borussia Dortmund verübt.

## Bevölkerung
Zum 31. Dezember 2013 lebten 2357 Einwohner in Höchsten.
Struktur der Höchstener Bevölkerung:
- Bevölkerungsdichte: 64 Einwohner pro Hektar Siedlungsfläche.
- Minderjährigenquote: 18,5 %, liegt leicht unter dem Dortmunder Durchschnitt von 20,1 %.
- Altenquote: 40,7 %, liegt deutlich über dem Dortmunder Durchschnitt von 31,3 %.
- Ausländeranteil: 3,0 %, liegt deutlich unter dem Dortmunder Durchschnitt von 12,8 %.
- Arbeitslosenquote: 5,9 %, liegt deutlich unter dem Dortmunder Durchschnitt von 13,4 %.

Das durchschnittliche Einkommen in Höchsten liegt etwa 55 % über dem Dortmunder Durchschnitt.

### Bevölkerungsentwicklung
| Jahr      | 2003 | 2008 | 2010 | 2013 | 2018 |
| --------- | ---- | ---- | ---- | ---- | ---- |
| Einwohner | 2371 | 2404 | 2395 | 2357 | 2337 |